# Servicio Geológico Mexicano
El Servicio Geológico Mexicano es una agencia del gobierno mexicano; su misión incluye cartografía y consulta minera.

## Historia
El Servicio Geológico Mexicano, originado como el Comité Directivo para Búsqueda de Recurso Mineral Mexicana, establecido en 1944, publicó boletines acerca de la exploración de depósitos minerales. En 1949, la organización cambió su nombre a Instituto de Búsqueda Nacional para Recursos Minerales, en 1955 devino en el Consejo de Recursos Naturales No Renovables. Veinte años después, en 1975, la agencia se hizo conocida como el Consejo de Recursos Minerales. En 2005, el título fue modificado a su listado actual como el Servicio Geológico Mexicano.

## Oficinas regionales
La agencia está dividida en siete oficinas regionales. Cada oficina sirve a uno o más estados, como se detalla a continuación:
- Norte: Chihuahua
- Central-Norte: Durango, Zacatecas, Aguascalientes, Coahuila
- Noroeste: Sonora, Baja California
- Central-Occidental: Jalisco, Michoacán, Colima, Guanajuato, Querétaro, Estado de México, Ciudad de México
- Central: San Luis Potosí, Nuevo León, Tamaulipas, Hidalgo
- Sur: Oaxaca, Guerrero, Morelos, Puebla, Tlaxcala, Veracruz, Tabasco, Chiapas, Campeche, Yucatán, Quintana Roo
- Oeste: Sinaloa, Baja California Sur, Nayarit

## GeoInfoMex
El Servicio Geológico Mexicano desarrolló una base de datos que contiene mapas de exploración mineros geológicos en escalas de 1:250,000 y 1:50,000. La base de datos fue lanzada en 2003. Contiene información de todos los mapas geológicos y geoquímicos. La agencia aloja y mantiene una aplicación web de acceso público, nombrado GeoInfoMex, que permite a los usuarios consultar la base de datos del Servicio Geológico Mexicano a través de una interfaz gráfica. GeoInfoMex presenta un mapa de México, que contiene niveles de temas que se pueden buscar y explorar, incluidos criterios como: geoquímica, geofísica, metalurgia, recursos minerales, y datación radiométrica.